# Frankowizna
Frankowizna [pronunciación en polaco: /frankɔˈvizna/] es una aldea en el distrito administrativo de Gmina Opatówek, dentro del condado de Kalisz, Voivodato de la Gran Polonia, en el centro-oeste de Polonia.